# Les Loges, Calvados

Les Loges este o comună în departamentul Calvados, Franța. În 1 ianuarie 2022 avea o populație de 141 de locuitori.